# Anna Maria di Danimarca
Anna Maria di Danimarca (in greco moderno Άννα-Μαρία της Δανίας; nome completo in danese Anne-Marie Dagmar Ingrid; Copenaghen, 30 agosto 1946) è stata regina consorte degli Elleni dal 1964 al 1973, come moglie di Costantino II.
Sorella minore di Margherita II di Danimarca, si sposò nel 1964 e nel 1967 andò con la famiglia in esilio, a causa della rottura dei rapporti fra il re e la dittatura dei colonnelli. La monarchia greca venne poi abolita nel 1973.

## Biografia

### Gioventù
Anna Maria di Danimarca è nata il 30 agosto 1946 al palazzo di Amalienborg, come ultima delle tre figlie del principe ereditario Federico e di Ingrid di Svezia.
Il 10 ottobre 1946 venne battezzata nella chiesa di Holmen a Copenaghen, avendo come padrini e madrine Bertil di Svezia, il nonno Cristiano X, Giorgio di Grecia, il nonno Gustavo Adolfo, Haakon VII di Norvegia, la nonna Alessandrina, la prozia Dagmar, la principessa ereditaria Giuliana dei Paesi Bassi, la regina Maria del Regno Unito e Marta di Svezia.
Crebbe tra il palazzo di Fredensborg, il palazzo di Amalienborg e la residenza estiva di Gråsten. Venne cresimata il 24 marzo 1961 nella cappella del palazzo di Fredensborg.

#### Educazione

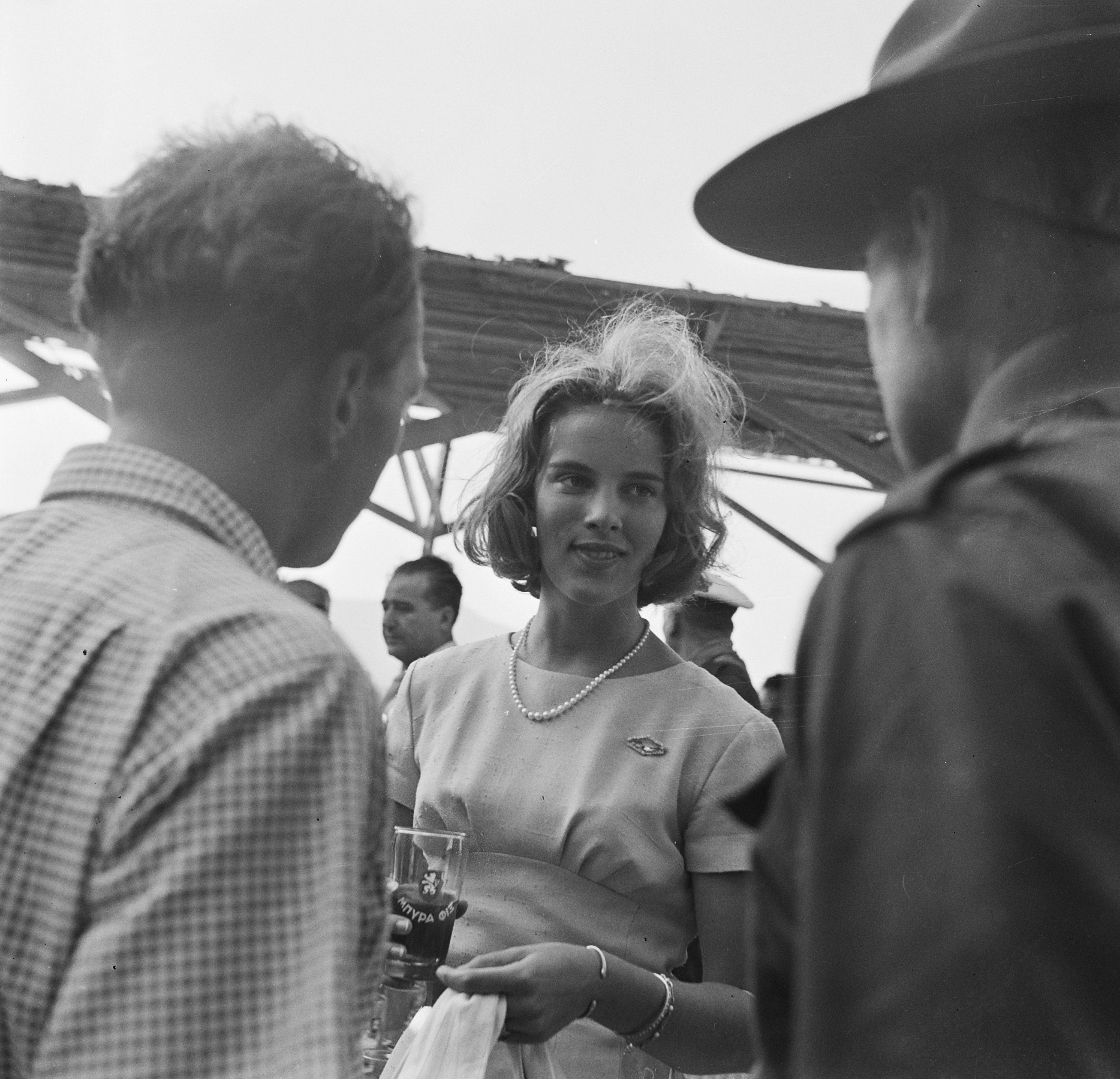
Anna Maria all'11º Jamboree mondiale dello scautismo nel 1963

Frequentò la N. Zahles Skole tra il 1952 e il 1963, ma trascorse il 1961 a Montreux, in Svizzera, alla Chatelard School for Girls. Fino alla primavera del 1964 frequentò l'istituto svizzero "Le Mesnil", in cui perfezionò la conoscenza del francese, che parla fluentemente con il danese, il greco e l'inglese. Una delle sue discipline preferite era la storia moderna.

### Fidanzamento

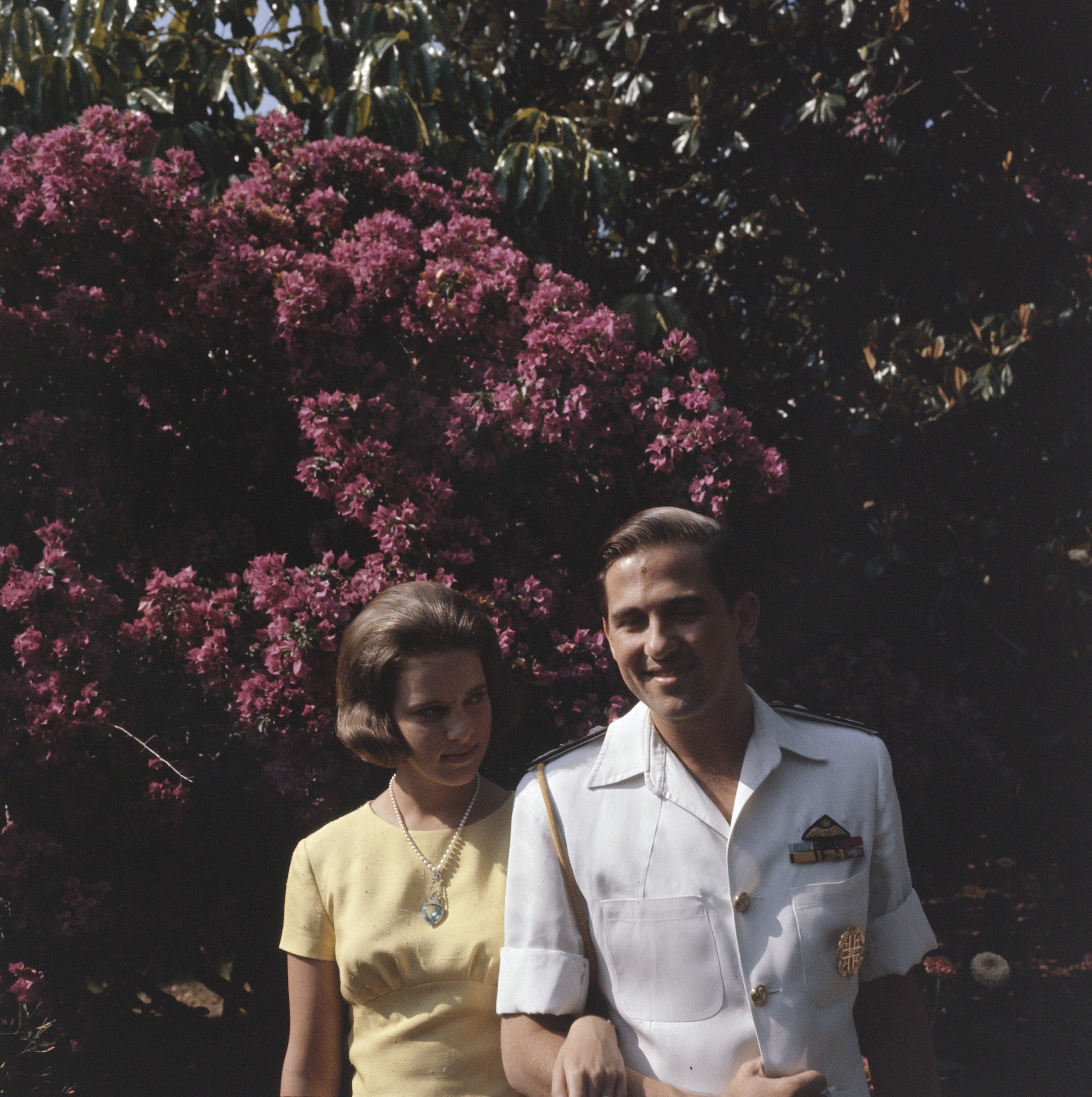
Anna Maria e Costantino II di Grecia

Anna Maria conobbe Costantino di Grecia nel 1959, quando lui fece tappa in Danimarca con i genitori, nel corso di un viaggio in Svezia e Norvegia. I due sono cugini di terzo grado. Dopo un secondo incontro in Danimarca nel 1961, Costantino comunicò ai genitori l'intenzione di sposarla.
Si incontrarono una terza volta ad Atene nel 1962, al matrimonio della principessa Sofia con Juan Carlos di Spagna (dove Anna Maria fu damigella d'onore), e una quarta volta nel 1963, durante le celebrazioni per il centenario della casa reale greca. Si fidanzarono nel luglio del 1964.

### Regina degli Elleni

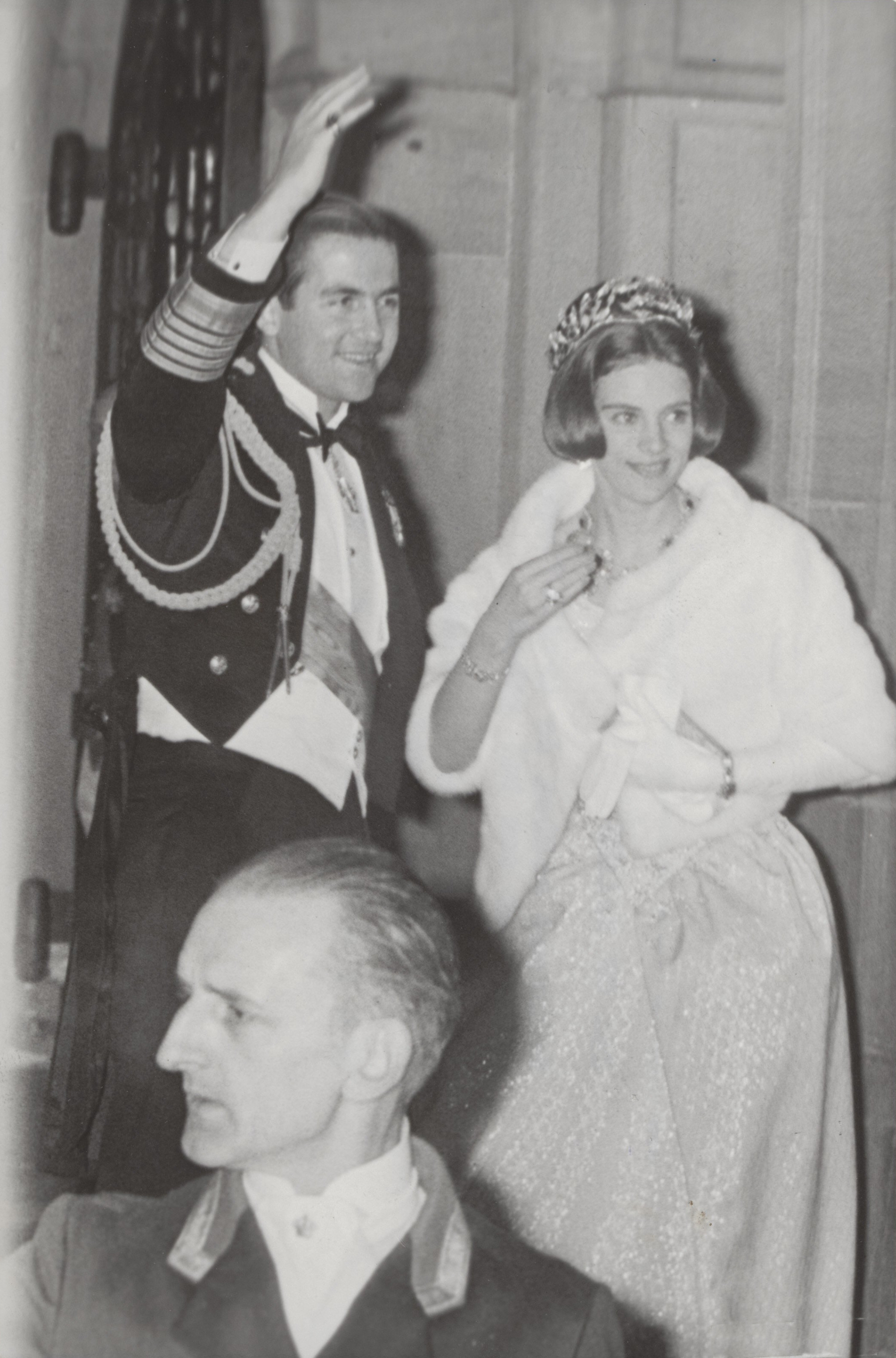
Il re Costantino II e la regina Anna Maria ad Amsterdam, l'8 marzo 1966

Anna Maria si sposò due settimane dopo il compimento dei diciotto anni, nella Cattedrale metropolitana dell'Annunciazione il 18 settembre. Prima delle nozze si convertì dal luteranesimo danese all'ortodossia greca e rinunciò a far parte della linea di successione al trono di Danimarca, di cui era membro grazie all'Atto di Successione del 1953, per lei e i suoi discendenti.
Nel settembre 1965 la regina e il re ospitarono ad Atene il I⁰ Congresso degli Scienziati Spaziali, volto ad attenuare la concorrenza fra Stati Uniti d'America e Unione Sovietica nella corsa allo spazio. Come sovrana si vide soprattutto impegnata nelle attività legate al Fondo di Sua Maestà, iniziate dalla regina Federica e indirizzate al sostegno degli abitanti delle zone rurali della Grecia, di attività artigianali quali ricamo e tessitura e della Croce Rossa ellenica.

#### Disordini politici ed esilio

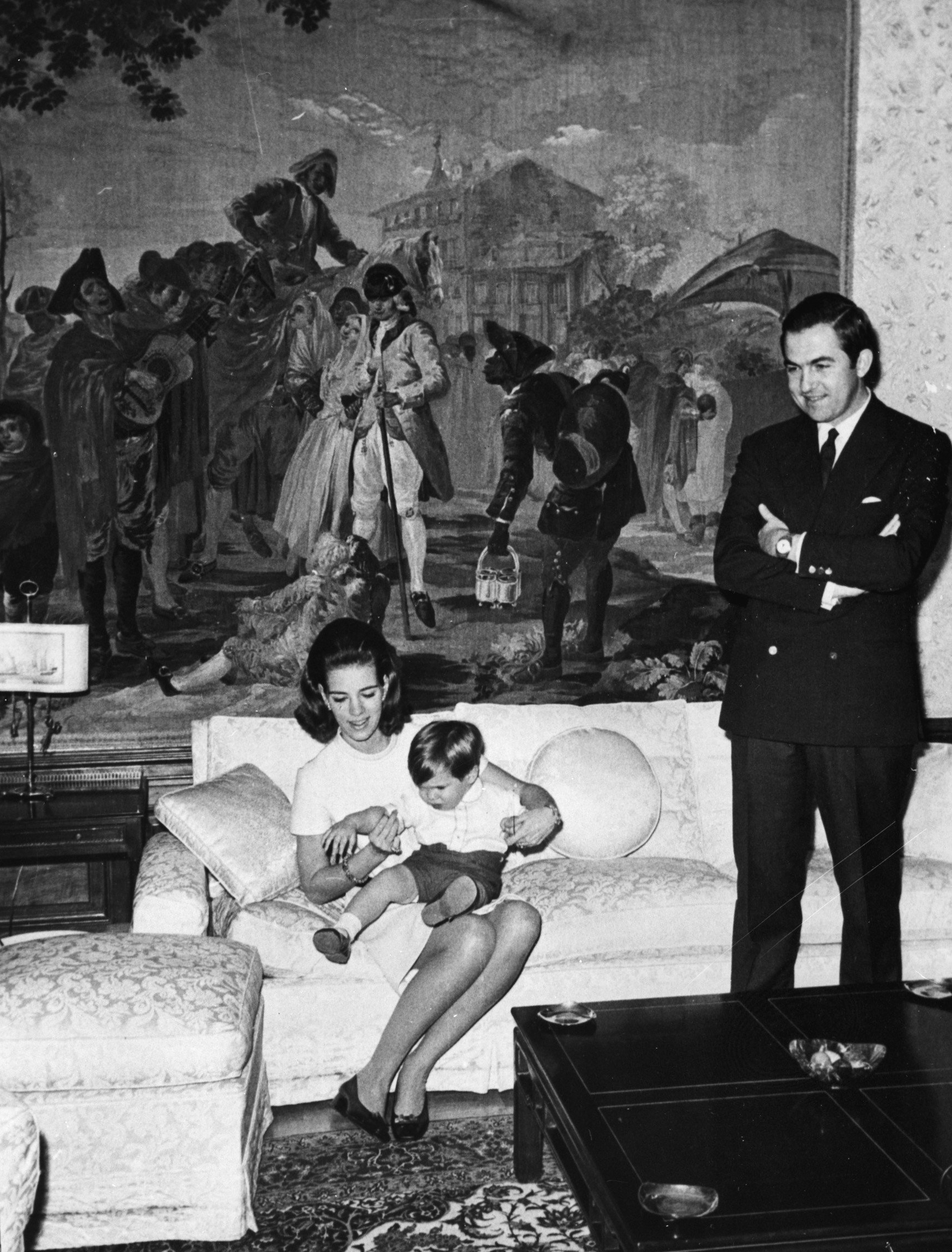
La regina Anna Maria con il figlio Paolo e Costantino II, nel 1968

Nel 1967 una giunta militare s'impadronì del potere con un colpo di Stato, costringendo a un giuramento Costantino II. Dopo un fallito contro-colpo di Stato da parte del re e dei suoi sostenitori il 13 dicembre, Anna Maria dovette andare in esilio con la famiglia in Italia, partendo da Kavala e giungendo a Roma, per risiedere per due mesi all'ambasciata greca.
In seguito si trasferì a Olgiata con la famiglia e nel 1968 presero residenza in via di Porta Latina 13. Con il referendum del 1973 venne ufficialmente abolita la monarchia. Di conseguenza Anna Maria è l'ultima consorte di un sovrano greco.

### Anni successivi

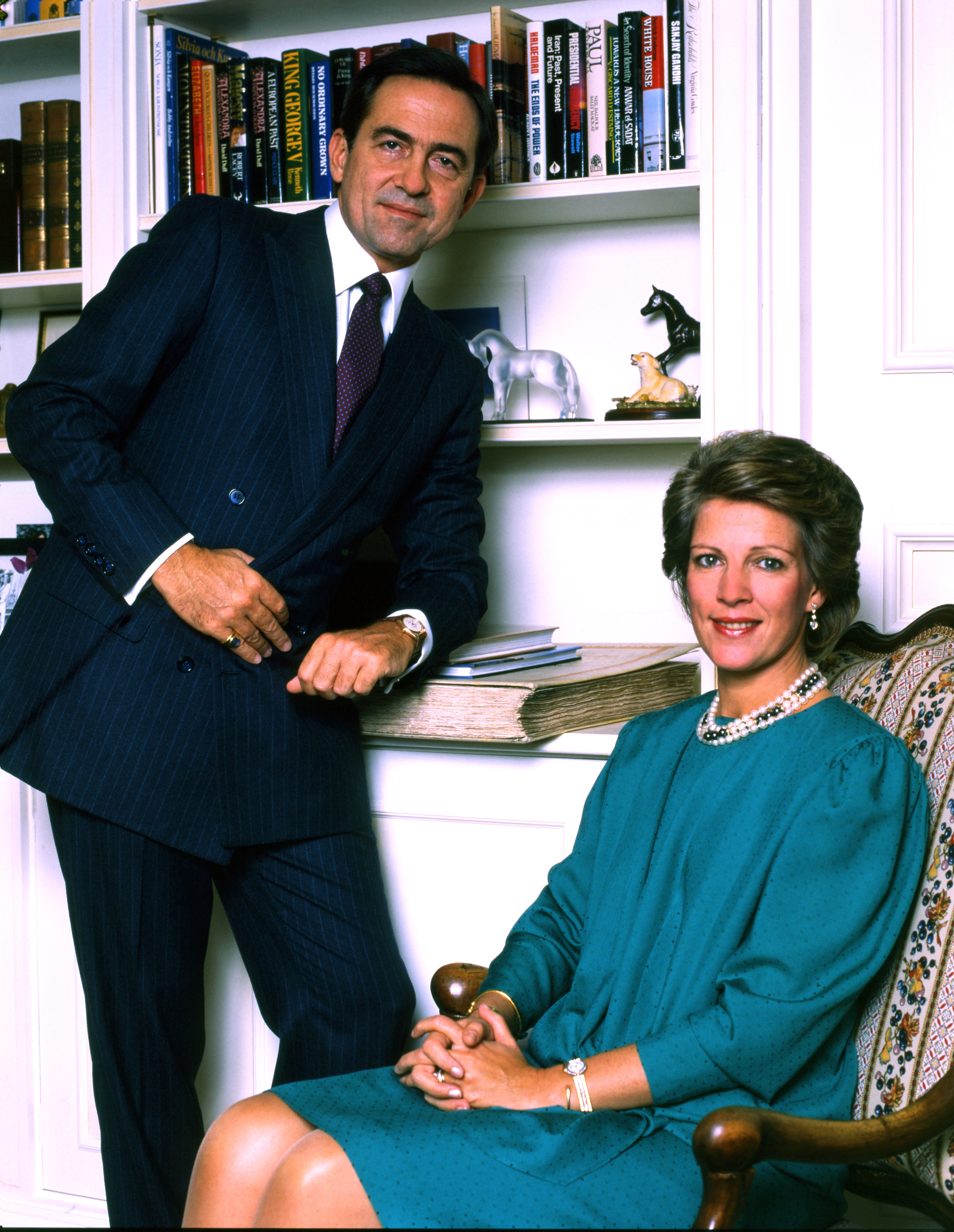
Costantino II e Anna Maria fotografati da Allan Warren a Londra, nel 1987

Nel 1973 Anna Maria si trasferì con la famiglia nel suo palazzo di nascita, in compagnia della madre Ingrid.
Un anno dopo presero residenza a Chobham, in Inghilterra, e in seguito nel quartiere di Hampstead a Londra. Nella capitale britannica Anna Maria e il marito fondarono l'Hellenic College (1980-2005), istituto bilingue di cui fu presidentessa onoraria.

#### Rientri in Grecia
L'ex regina rientrò in Grecia per la prima volta dall'esilio nel 1981, quando il governo greco le permise di rientrare per poche ore con la famiglia per partecipare al funerale della regina Federica. In seguito svolse una visita privata in mare, nel 1993.

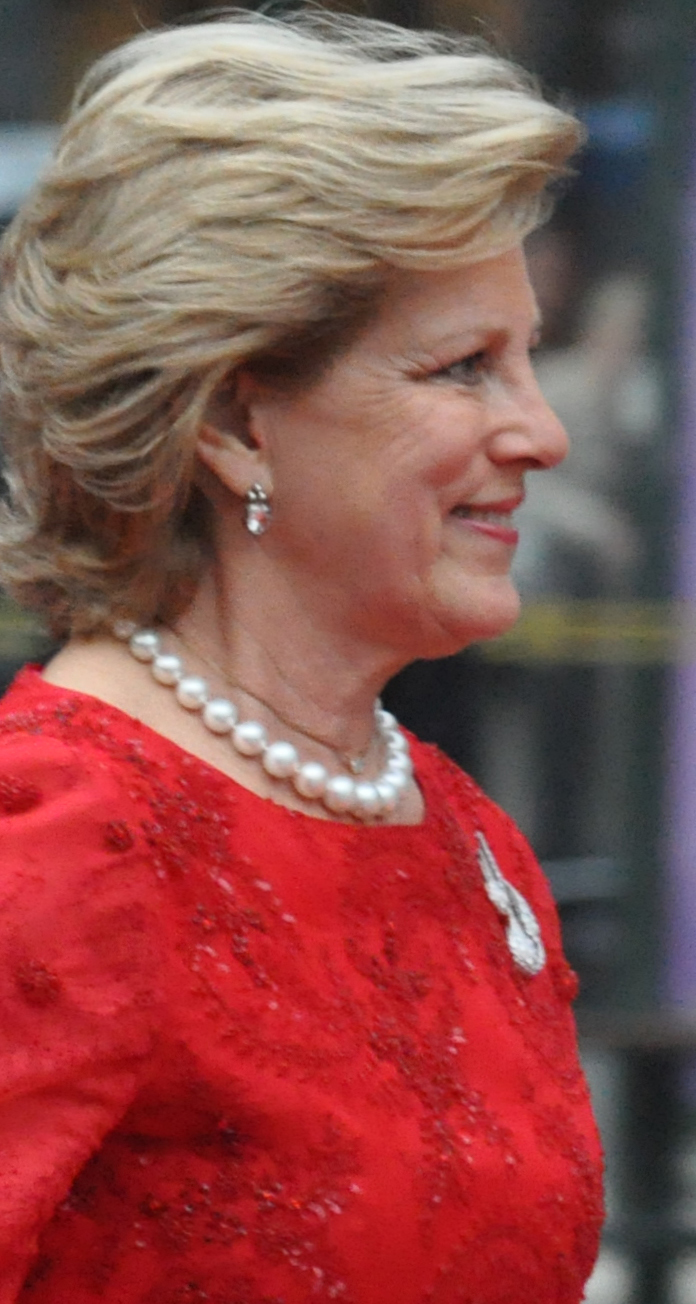
Anna Maria al gala per le nozze di Vittoria di Svezia, nel giugno 2010

Nel 2002 si concluse una disputa giudiziaria tra Costantino II e il governo greco su alcuni beni della famiglia reale, apertasi nel 1994 alla Corte europea dei diritti dell'uomo. Il governo della Grecia è stato quindi costretto a pagare un risarcimento, che la coppia reale ha utilizzato per istituire la Fondazione Anna Maria, volta ad aiutare le vittime di calamità naturali in Grecia.
La fondazione, registrata ufficialmente nel 2004 in Liechtenstein, ha come presidentessa la regina Anna Maria e come membri del CdA i suoi cinque figli, il principe Hassan di Giordania, F.N. de Klerk, Mary Robinson e Spiros Metaxas. Dal 2003 si è anche recata in Grecia con maggior frequenza.
Nel 2004 Anna Maria e il marito visitarono l'ex palazzo reale, oggi residenza presidenziale, per la prima volta dal 1967. Furono poi ricevuti dal presidente Kōnstantinos Stefanopoulos e da alcuni membri del Comitato Olimpico Internazionale. Lo stesso Stefanopoulos invitò la coppia con i figli nel dicembre dello stesso anno, per una visita privata.
Nel 2013 la coppia si trasferì definitivamente da Londra in Grecia, a Porto Heli.

### Interessi personali

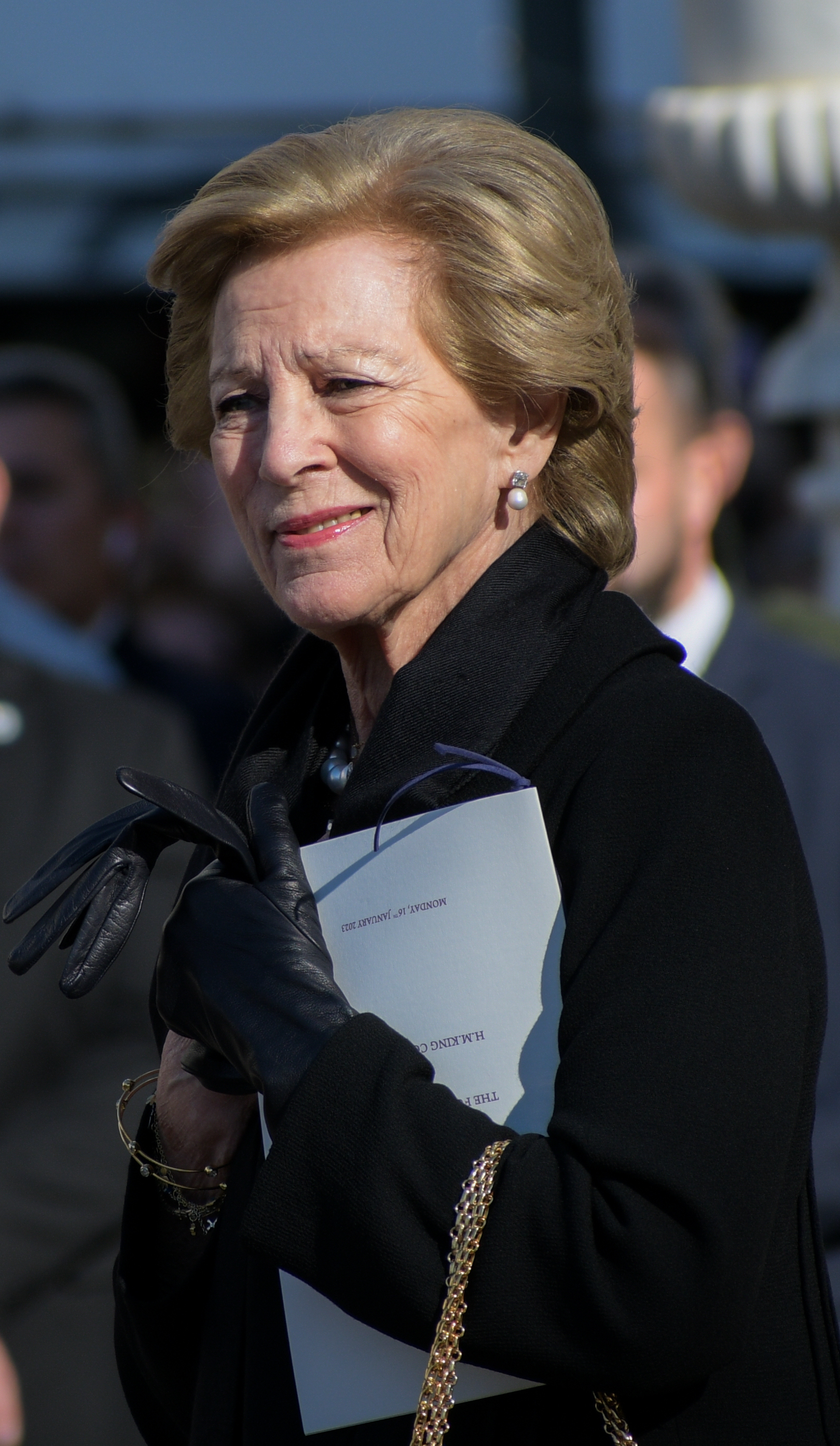
La regina Anna Maria nel 2023

È appassionata di musica classica, in particolare di Johann Sebastian Bach, Ludwig van Beethoven, Richard Wagner e Pëtr Il'ič Čajkovskij. È una lettrice di biografie di personaggi storici.

## Discendenza

Costantino II di Grecia e Anna Maria di Danimarca insieme ai figli Teodora e Filippo

Re Costantino II di Grecia e Anna Maria di Danimarca hanno avuto cinque figli:
- Principessa Alessia (Corfù, 10 luglio 1965), sposata il 9 luglio 1999 a Londra con Carlos Morales Quintana, hanno quattro figli:
  - Arrietta Morales y de Grecia (24 febbraio 2002);
  - Anna Maria Morales y de Grecia (15 maggio 2003);
  - Carlos Morales y de Grecia (30 luglio 2005);
  - Amelia Morales y de Grecia (26 ottobre 2007).
- Principe Paolo (Atene, 20 maggio 1967), sposato il 1º luglio 1995 a Londra con Marie-Chantal Miller, hanno cinque figli:
  - Principessa Maria-Olimpia (New York, 25 luglio 1996);
  - Principe Costantino-Alessio (New York, 29 ottobre 1998);
  - Principe Achille-Andrea (New York, 12 agosto 2000);
  - Principe Odisseo-Kimon (Londra, 17 settembre 2004);
  - Principe Aristide-Stavros (Londra, 29 giugno 2008).
- Principe Nicola (Roma, 1º ottobre 1969), sposato con Tatiana Blatnik il 25 agosto 2010 sull'isola greca di Spetses, successivamente con Chrysí Vardinogianni il 7 febbraio 2025 ad Atene;
- Principessa Teodora (Londra, 9 giugno 1983), sposata con Matthew Kumar il 28 settembre 2024 ad Atene;
- Principe Filippo (Londra, 26 aprile 1986), sposato civilmente con Nina Flohr il 12 dicembre 2020 a Sankt Moritz e religiosamente il 23 ottobre 2021 ad Atene.

## Titoli e trattamento
- 30 agosto 1946 - 18 settembre 1964: Sua Altezza Reale, la principessa Anna Maria di Danimarca
- 18 settembre 1964 - 1⁰ giugno 1973: Sua Maestà, la regina degli Elleni
- 1⁰ giugno 1973 - attuale: Sua Maestà, la regina Anna Maria degli Elleni

## Onorificenze

Il monogramma personale della regina Anna-Maria e di re Costantino II di Grecia.

## Ascendenza
|                             |                     |                                 | Genitori                          |  |  | Nonni |  |  | Bisnonni                   |  |  | Trisnonni                 |  |
|                             |                     |                                 |                                   |  |  |       |  |  | Federico VIII di Danimarca |  |  | Cristiano IX di Danimarca |  |
|                             |                     |                                 |                                   |  |  |       |  |  | Federico VIII di Danimarca |  |  | Cristiano IX di Danimarca |  |
|                             |                     | Luisa d'Assia-Kassel            |                                   |  |  |       |  |  | Federico VIII di Danimarca |  |  |                           |  |
| Cristiano X di Danimarca    |                     |                                 |                                   |  |  |       |  |  | Federico VIII di Danimarca |  |  |                           |  |
|                             |                     | Luisa di Svezia                 | Carlo XV di Svezia                |  |  |       |  |  |                            |  |  |                           |  |
|                             |                     | Luisa di Svezia                 | Carlo XV di Svezia                |  |  |       |  |  |                            |  |  |                           |  |
|                             |                     | Luisa di Svezia                 | Luisa dei Paesi Bassi             |  |  |       |  |  |                            |  |  |                           |  |
| Federico IX di Danimarca    |                     | Luisa di Svezia                 |                                   |  |  |       |  |  |                            |  |  |                           |  |
|                             |                     | Federico III di Meclemburgo     | Federico II di Meclemburgo        |  |  |       |  |  |                            |  |  |                           |  |
|                             |                     | Federico III di Meclemburgo     | Federico II di Meclemburgo        |  |  |       |  |  |                            |  |  |                           |  |
|                             |                     | Federico III di Meclemburgo     | Augusta di Reuss-Köstritz         |  |  |       |  |  |                            |  |  |                           |  |
| Alessandrina di Meclemburgo |                     | Federico III di Meclemburgo     |                                   |  |  |       |  |  |                            |  |  |                           |  |
|                             |                     | Anastasija Michajlovna Romanova | Michail Nikolaevič Romanov        |  |  |       |  |  |                            |  |  |                           |  |
|                             |                     | Anastasija Michajlovna Romanova | Michail Nikolaevič Romanov        |  |  |       |  |  |                            |  |  |                           |  |
|                             |                     | Anastasija Michajlovna Romanova | Cecilia di Baden                  |  |  |       |  |  |                            |  |  |                           |  |
| Anna Maria di Danimarca     |                     | Anastasija Michajlovna Romanova |                                   |  |  |       |  |  |                            |  |  |                           |  |
|                             | Gustavo V di Svezia | Oscar II di Svezia              |                                   |  |  |       |  |  |                            |  |  |                           |  |
|                             | Gustavo V di Svezia | Oscar II di Svezia              |                                   |  |  |       |  |  |                            |  |  |                           |  |
|                             | Gustavo V di Svezia | Sofia di Nassau                 |                                   |  |  |       |  |  |                            |  |  |                           |  |
| Gustavo VI Adolfo di Svezia | Gustavo V di Svezia |                                 |                                   |  |  |       |  |  |                            |  |  |                           |  |
|                             |                     | Vittoria di Baden               | Federico I di Baden               |  |  |       |  |  |                            |  |  |                           |  |
|                             |                     | Vittoria di Baden               | Federico I di Baden               |  |  |       |  |  |                            |  |  |                           |  |
|                             |                     | Vittoria di Baden               | Luisa di Prussia                  |  |  |       |  |  |                            |  |  |                           |  |
| Ingrid di Svezia            |                     | Vittoria di Baden               |                                   |  |  |       |  |  |                            |  |  |                           |  |
|                             |                     | Arturo di Connaught             | Alberto di Sassonia-Coburgo-Gotha |  |  |       |  |  |                            |  |  |                           |  |
|                             |                     | Arturo di Connaught             | Alberto di Sassonia-Coburgo-Gotha |  |  |       |  |  |                            |  |  |                           |  |
|                             |                     | Arturo di Connaught             | Vittoria del Regno Unito          |  |  |       |  |  |                            |  |  |                           |  |
| Margherita di Connaught     |                     | Arturo di Connaught             |                                   |  |  |       |  |  |                            |  |  |                           |  |
|                             |                     | Luisa Margherita di Prussia     | Federico Carlo di Prussia         |  |  |       |  |  |                            |  |  |                           |  |
|                             |                     | Luisa Margherita di Prussia     | Federico Carlo di Prussia         |  |  |       |  |  |                            |  |  |                           |  |
|                             |                     | Luisa Margherita di Prussia     | Maria Anna di Anhalt              |  |  |       |  |  |                            |  |  |                           |  |
|                             |                     | Luisa Margherita di Prussia     |                                   |  |  |       |  |  |                            |  |  |                           |  |